# گورستان درگه
قبرستان درگه مربوط به سده‌های متاخر دوران‌های تاریخی پس از اسلام است و در شهرستان گیلانغرب، بخش گواور، دهستان گواور، ۶۰۰ متری شمال شرقی روستای درگه واقع شده و این اثر در تاریخ ۲۶ اسفند ۱۳۸۷ با شمارهٔ ثبت ۲۵۷۵۰ به‌عنوان یکی از آثار ملی ایران به ثبت رسیده است.